# Закон Української Народної Республіки про національно-персональну автономію
Закон Української Народної Республіки про національно-персональну автономію 1918 – один із правових актів конституційного характеру в Українській Народній Республіці. Прийнятий в 1918 році в січні (див. Універсали Української Центральної Ради). Надавав представникам російської, єврейської і польської націй, які проживають в Україні, право на національно-персональну автономію. Білоруси, чехи, молдовани, німці, татари, греки та болгари, які мешкали в Україні, могли отримати таке право після подання відповідних колективних заяв до Генерального суду УНР, підписаних не менш як 10 тис. громадян, не обмежених у політ. правах. Протягом 6 місяців суд мав винести рішення та сповістити про нього Генеральний секретаріат Української Центральної Ради (того ж дня IV Універсалом УЦР був перетворений на Раду народних міністрів Української Народної Республіки). Нації, не зазначені в цьому переліку, за своїм бажанням могли подавати такі ж заяви, але вже на розгляд Української Центральної Ради.
УЦР проголосила право на самостійне творення свого національного життя невід'ємним природним правом кожної нації. Громадяни УНР будь-якої нації могли створювати на теренах України власний національний союз. До нього входили б поіменно всі люди, прізвища яких включалися до "національного кадастру". Останній мав публікуватися для загальної відомості, й кожен громадянин отримував право вимагати як включити його до кадастру, так і виключити зі списків.
Національному союзові належало виключне право представництва даної нації перед державними і громадськими установами. Кожен національний союз мав отримувати частину коштів (пропорційно до кількості своїх членів) зі спеціально відрахованих на ці справи центром та органами місцевого самоврядування сум. Бюджет національного союзу міг також поповнюватися за рахунок оподаткування власних членів і встановлення для них відповідних позик. Структура та склад керівних органів національного союзу визначались установчими зборами нації, делегати до яких обиралися з числа громадян віком старше 20 років на основі заг., без різниці статі й віри, та рівного виборчого права через безпосередні вибори й таємне голосування з використанням принципу пропорційного представництва.
Компетенція нац. союзу мала встановлюватися й затверджуватися Установчими зборами УНР або УЦР. Всі органи нац. союзу вважалися держ. Його вищим представницьким органом були нац. установчі збори, а виконавчим – нац. рада. Вони мали право видавати закони в межах своєї компетенції. Влада нац. союзу поширювалася на всіх його членів, незалежно від місця їхнього проживання в межах УНР. Конфлікти між органами нац. союзу, з одного боку, та органами ін. нац. союзів або держ. урядування й місц. самоврядування, з іншого, повинні були розв'язуватись адм. судами. 29 квіт. 1918 закон "Про національно-персональну автономію" було включено як окремий розділ до Конституції Української Народної Республіки 1918.